# Chorobotwórczość
Chorobotwórczość (ang. pathogenicity) – zdolność danego czynnika (zwanego patogenem) do wywoływania zmian patologicznych lub choroby. Można ją określić dzieląc liczbę organizmów, u których rozwija się choroba, na liczbę organizmów narażonych na działanie danego patogenu. Patogenem może być czynnik biologiczny, chemiczny, fizyczny, społeczny czy genetyczny.